# Guellala
Guellala este un oraș în Tunisia, situat în sudul insulei Djerba. 

## Demografie
Guellala are cca 7.000 locuitori. 

## Date economice
Ocupațiile principale ale populației: turismul si producerea ceramicei artizanale.

## Galerie de imagini

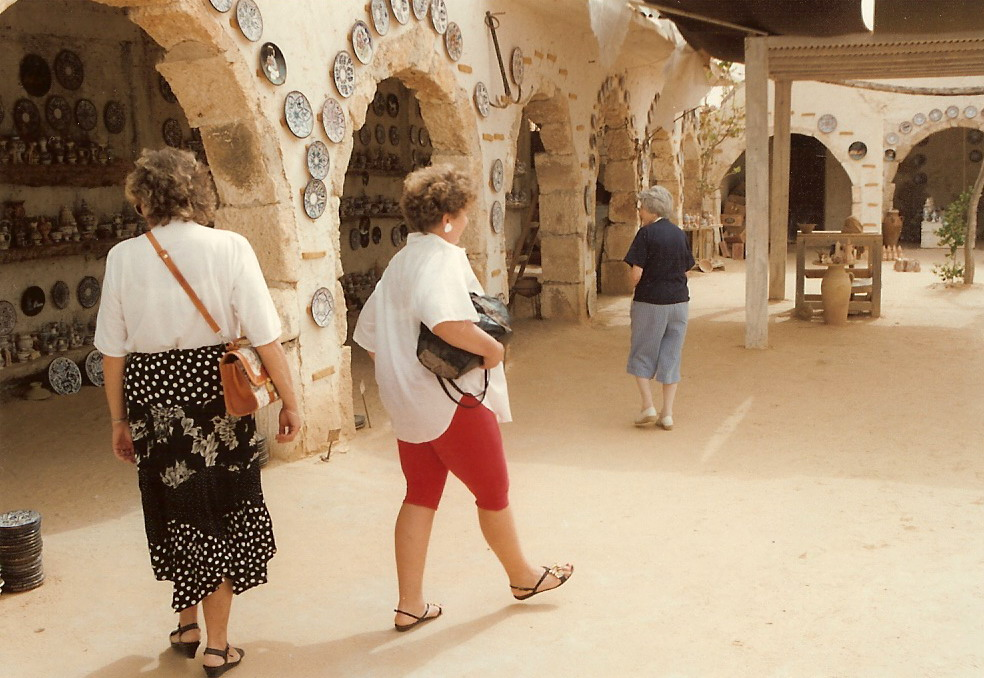
Guellala (insula Djerba – Tunisia)

- Guellala 
(insula Djerba – Tunisia)